# سيدي بينزارن
سيدي بينزارن هي إحدى القرى التابعة لمنطقة ماسة بإقليم شتوكة آيت باها بجهة سوس ماسة درعة بالمغرب. لغة سكانها تاشلحيت وكلهم مسلمون.

## الجغرافية
- الإحداثيات:

## طالع كذلك
- ماسة (المغرب).